# اخلمد
اَخلَمَد، روستایی از توابع بخش مرکزی شهرستان چناران در استان خراسان رضوی ایران است.
در منطقه شمال غربی شهر مشهد، در فاصله تقریبی ۸۵ کیلومتر با گذر از شهرستان چناران و حدود ۲۴ کیلومتر به سمت شمال، روستای اخلمد واقع شده است. این روستا در محیطی کوهستانی واقع شده و دارای جاذبه‌های گردشگری است.

## پیشینه
بر اساس افسانه‌ای که در مورد تاریخ این روستا روایت شده است، در دوران حمله اعراب به خراسان، مردم برای پناهگاه و امان از سپاهیان دشمن به دره این روستا فرار کردند. هنگامی که خطر گسترده بود، به منظور اطلاع‌رسانی به دیگران، مردم به یکدیگر می‌گفتند: «خاد آمد، خالد آمد» که به مرور زمان، نام اخلمد برای این روستا شناخته شد.
روستای اخلمد در چناران با قدمتی طولانی، به دلیل استفاده از مصالح مدرن در بازسازی خانه‌ها، با تهدید جدی در بافت تاریخی خود مواجه است. این روستا که به عنوان منطقه نمونه گردشگری شناخته می‌شود، سالانه پذیرای بیش از دو تا سه میلیون مسافر است. با این حال، استفاده از مصالح غیربومی در ساخت‌وسازها، منظر و اصالت روستا را تهدید می‌کند. در حال حاضر بیش از ۶۰ تا ۷۰ درصد بافت روستا دست‌نخورده باقی مانده است. با این وجود، ساخت‌وسازهای جدید و استفاده از مصالح مدرن، جذابیت روستا را کاهش داده و تهدیدی جدی برای آن محسوب می‌شود.

## جمعیت
بر پایه سرشماری عمومی نفوس و مسکن در سال ۱۳۹۰ جمعیت اخلمد علیا ۳۸۷ نفر (در ۱۳۶ خانوار) بوده است.
بر پایه سرشماری عمومی نفوس و مسکن در سال ۱۳۹۰ جمعیت اخلمد سفلی ۱۱۳ نفر (در ۳۵ خانوار) بوده است.

## گردشگری
روستای اخلمد یکی از روستاهای مهم گردشگری بین‌المللی در شهرستان چناران است که سالانه بیش از یک میلیون گردشگر داخلی و خارجی را به خود جذب می‌کند. این روستا علاوه بر جاذبه‌های طبیعی مانند آبشار و طبیعت کوهستانی، دارای آثار تاریخی با قدمتی چند هزار ساله نیز می‌باشد.
اخلمد، با گذشت عده‌ای سال، قدمتی چند هزار ساله دارد و از نظر تاریخی و فرهنگی بسیار ارزشمند است. این روستا دارای گل‌ها، گیاهان و درختان غنی از جمله باغ‌های انبوه میوه و درختان بلوط و … است. به همین دلیل، این منطقه به درختان میوه بویژه سیب و آبشار اخلمد که آبشار نسبتا بلندی است، معروف است.
اقامتگاه بوم‌گردی خورشید اخلمد، به عنوان یازدهمین اقامتگاه بوم‌گردی شهرستان چناران، در این روستا افتتاح شده است. این اقامتگاه با ظرفیت بیش از ۳۰ نفر، دارای امکاناتی نظیر سوئیت، اتاق، چایخانه و مرکز فروش گیاهان دارویی است. روستاهای چناران به دلیل معماری پلکانی و بافت قدیمی خود، از جمله روستاهای بقمچ، گاش، اندیشش، گاه و فریزی، نقش مهمی در جذب گردشگران دارند.